# Album al numero uno nella Billboard 200 nel 1990
Di seguito è proposta la lista degli album al numero uno nella Billboard 200 nel 1990. La Billboard 200, pubblicata settimanalmente dalla rivista Billboard, considera gli album e gli EP più venduti negli Stati Uniti. Prima che la Nielsen SoundScan iniziasse il tracciamento delle vendite nel 1991, Billboard stimava le vendite degli album chiedendo a campione i dati ai vari negozi della nazione, raccolti tramite telefono, fax o messaggio. I dati raccolti nei vari negozi si basavano principalmente sulla popolarità degli album e non sulle vendite effettive.
Nel 1990 sono stati 8 gli album che hanno raggiunto la vetta della Billboard 200.
Nonostante abbia raggiunto la vetta della classifica nel 1989, Janet Jackson's Rhythm Nation 1814 di Janet Jackson è stato l'album con le migliori prestazioni del 1990, concludendo alla prima posizione della Billboard Year-End del 1990.

## Billboard 200
| † | L'album con le migliori prestazioni del 1990 è stato Janet Jackson's Rhythm Nation 1814 di Janet Jackson, che ha raggiunto la numero 1 nel 1989 |

| Data         | Album                            | Artista               | Tot. sett. #1 | Fonti  |
| ------------ | -------------------------------- | --------------------- | ------------- | ------ |
| 6 gennaio    | ...But Seriously                 | Phil Collins          | 4             | [ 5 ]  |
| 13 gennaio   | Girl You Know It's True          | Milli Vanilli         | 7             | [ 6 ]  |
| 20 gennaio   | ...But Seriously                 | Phil Collins          | 4             | [ 7 ]  |
| 27 gennaio   | ...But Seriously                 | Phil Collins          | 4             | [ 8 ]  |
| 3 febbraio   | Forever Your Girl                | Paula Abdul           | 10            | [ 9 ]  |
| 10 febbraio  | Forever Your Girl                | Paula Abdul           | 10            | [ 10 ] |
| 17 febbraio  | Forever Your Girl                | Paula Abdul           | 10            | [ 11 ] |
| 24 febbraio  | Forever Your Girl                | Paula Abdul           | 10            | [ 12 ] |
| 3 marzo      | Forever Your Girl                | Paula Abdul           | 10            | [ 13 ] |
| 10 marzo     | Forever Your Girl                | Paula Abdul           | 10            | [ 14 ] |
| 17 marzo     | Forever Your Girl                | Paula Abdul           | 10            | [ 15 ] |
| 24 marzo     | Forever Your Girl                | Paula Abdul           | 10            | [ 16 ] |
| 31 marzo     | Forever Your Girl                | Paula Abdul           | 10            | [ 17 ] |
| 7 aprile     | Nick of Time                     | Bonnie Raitt          | 3             | [ 18 ] |
| 14 aprile    | Nick of Time                     | Bonnie Raitt          | 3             | [ 19 ] |
| 21 aprile    | Nick of Time                     | Bonnie Raitt          | 3             | [ 20 ] |
| 28 aprile    | I Do Not Want What I Haven't Got | Sinéad O'Connor       | 6             | [ 21 ] |
| 5 maggio     | I Do Not Want What I Haven't Got | Sinéad O'Connor       | 6             | [ 22 ] |
| 12 maggio    | I Do Not Want What I Haven't Got | Sinéad O'Connor       | 6             | [ 23 ] |
| 19 maggio    | I Do Not Want What I Haven't Got | Sinéad O'Connor       | 6             | [ 24 ] |
| 26 maggio    | I Do Not Want What I Haven't Got | Sinéad O'Connor       | 6             | [ 25 ] |
| 2 giugno     | I Do Not Want What I Haven't Got | Sinéad O'Connor       | 6             | [ 26 ] |
| 9 giugno     | Please Hammer, Don't Hurt 'Em    | MC Hammer             | 21            | [ 27 ] |
| 16 giugno    | Please Hammer, Don't Hurt 'Em    | MC Hammer             | 21            | [ 28 ] |
| 23 giugno    | Please Hammer, Don't Hurt 'Em    | MC Hammer             | 21            | [ 29 ] |
| 30 giugno    | Step by Step                     | New Kids on the Block | 1             | [ 30 ] |
| 7 luglio     | Please Hammer, Don't Hurt 'Em    | MC Hammer             | 21            | [ 31 ] |
| 14 luglio    | Please Hammer, Don't Hurt 'Em    | MC Hammer             | 21            | [ 32 ] |
| 21 luglio    | Please Hammer, Don't Hurt 'Em    | MC Hammer             | 21            | [ 33 ] |
| 28 luglio    | Please Hammer, Don't Hurt 'Em    | MC Hammer             | 21            | [ 34 ] |
| 4 agosto     | Please Hammer, Don't Hurt 'Em    | MC Hammer             | 21            | [ 35 ] |
| 11 agosto    | Please Hammer, Don't Hurt 'Em    | MC Hammer             | 21            | [ 36 ] |
| 18 agosto    | Please Hammer, Don't Hurt 'Em    | MC Hammer             | 21            | [ 37 ] |
| 25 agosto    | Please Hammer, Don't Hurt 'Em    | MC Hammer             | 21            | [ 38 ] |
| 1º settembre | Please Hammer, Don't Hurt 'Em    | MC Hammer             | 21            | [ 39 ] |
| 8 settembre  | Please Hammer, Don't Hurt 'Em    | MC Hammer             | 21            | [ 40 ] |
| 15 settembre | Please Hammer, Don't Hurt 'Em    | MC Hammer             | 21            | [ 41 ] |
| 22 settembre | Please Hammer, Don't Hurt 'Em    | MC Hammer             | 21            | [ 42 ] |
| 29 settembre | Please Hammer, Don't Hurt 'Em    | MC Hammer             | 21            | [ 43 ] |
| 6 ottobre    | Please Hammer, Don't Hurt 'Em    | MC Hammer             | 21            | [ 44 ] |
| 13 ottobre   | Please Hammer, Don't Hurt 'Em    | MC Hammer             | 21            | [ 45 ] |
| 20 ottobre   | Please Hammer, Don't Hurt 'Em    | MC Hammer             | 21            | [ 46 ] |
| 27 ottobre   | Please Hammer, Don't Hurt 'Em    | MC Hammer             | 21            | [ 47 ] |
| 3 novembre   | Please Hammer, Don't Hurt 'Em    | MC Hammer             | 21            | [ 48 ] |
| 10 novembre  | To the Extreme                   | Vanilla Ice           | 16            | [ 49 ] |
| 17 novembre  | To the Extreme                   | Vanilla Ice           | 16            | [ 50 ] |
| 24 novembre  | To the Extreme                   | Vanilla Ice           | 16            | [ 51 ] |
| 1º dicembre  | To the Extreme                   | Vanilla Ice           | 16            | [ 52 ] |
| 8 dicembre   | To the Extreme                   | Vanilla Ice           | 16            | [ 53 ] |
| 15 dicembre  | To the Extreme                   | Vanilla Ice           | 16            | [ 54 ] |
| 22 dicembre  | To the Extreme                   | Vanilla Ice           | 16            | [ 55 ] |
| 29 dicembre  | To the Extreme                   | Vanilla Ice           | 16            | [ 56 ] |

Note:
1. 1 2  Ha raggiunto il numero uno anche nel 1989
2. ↑  Ha raggiunto il numero uno anche nel 1989
3. ↑  Ha raggiunto il numero uno anche nel 1989
4. ↑  Ha raggiunto il numero uno anche nel 1991